# Region Bolama

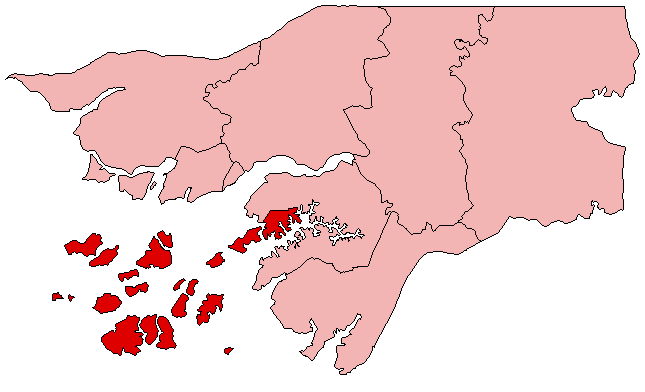
Region Bolama

Region Bolama (port. Região de Bolama) - jeden z dziewięciu regionów w Gwinei Bissau, położony z zachodniej części kraju i obejmujący wyspy wchodzące w skład archipelagu Bijagos. Stolicą regionu jest Bolama.
Region zajmuje powierzchnię 2624 km² i jest zamieszkany przez 33 936 osób.